# Spelaeornis kinneari
La ratina gorjipálida (Spelaeornis kinneari) es una especie de ave paseriforme de la familia Timaliidae endémica de las montañas de Vietnam y sur de China. Anteriormente se consideraba una subespecie de la ratina chocolate.

## Distribución y hábitat
Se encuentra únicamente en las montañas de Vietnam y del sur de China. Su hábitat natural son los bosques húmedos de montaña tropicales.